# Class of Lies
Class of Lies (en hangul,  미스터 기간제; RR:  Miseuteo Kikanje, lit. Mr. Temporary) también conocida como Undercover Teacher, es una serie de televisión surcoreana transmitida del 17 de julio del 2019 hasta el 5 de septiembre del 2019 a través de OCN.

## Historia
La serie destaca la realidad de los adolescentes que enfrentan pocas o ninguna repercusión por sus actos en especial después de haber cometido algún delito y cómo no se brinda protección a quienes se convierten en las verdaderas víctimas de estos delitos.
Gi Moo-hyeok es un abogado altamente exitoso que cae en desgracia debido a un caso que involucra a Kim Han-soo, un estudiante quien es acusado falsamente del asesinato de su amiga de la infancia Jeong Soo-ah, una estudiante de la misma escuela, buscando recuperar su honor y descubrir la verdad decide infiltrarse como maestro sustituto bajo el nombre de "Gi Kang-jae" en la escuela Chunmyung High School, una secundaria de élite. Aunque al inicio ingresa a la escuela por razones egoístas, pronto se da cuenta de que varios crímenes ocurren ahí, por lo que decide tomar el asunto en sus propias manos para proteger a los que son víctimas de sus compañeros.

## Reparto[5]

### Personajes principales[6][7]
| Actor          | Personaje                  | N.º de episodios | Notas |
| -------------- | -------------------------- | ---------------- | --- |
| Yoon Kyun-sang | Gi Moo-hyeok / Gi Kang-jae | 16               | Es un egoísta abogado que sólo se preocupa por el dinero y que trabajo en "Songha Law Firm", la mejor firma de abogados del país. Sin embargo cuando es asignado para defender a Kim Han-soo, un joven estudiante que es acusado falsamente del asesinato de Jeong Soo-ah, se infiltra en la escuela de élite Chunmyung High School bajo el nombre "Gi Kang-jae" y cómo el nuevo maestro de leyes, política y alemán para descubrir la verdad y al verdadero responsable. |
| Geum Sae-rok   | Ha So-hyeon                | 16               | Es la maestra de Educación Física y Asesoramiento de la escuela Chunmyung High School. Confía y apoya incondicionalmente en sus alumnos, a quienes considera sus "hijos" y no los cree capaz de hacer algo malo. Sin embargo cuando finalmente comienza a darse de los crímenes de sus estudiantes y de las injusticias comienza a hacerles frente. |
| Choi Yu-hwa    | Cha Hyeon-jeong            | 16               | Es una excelente fiscal penal del departamento legal que ha sido rival de Gi Moo-hyeok desde el Instituto de Investigación y Capacitación Judicial y es la encargada del caso en contra de Kim Han-soo. Sin embargo cuando comienza a darse cuenta de las inconsistencias en el caso y de la inocencia de Han-soo, su vida corre peligro cuando Yoo Yang-gi, el padre de Beom-jin contrata a dos hombres para matarla, sin embargo luego de pasar varios días en el hospital se recupera. |
| Lee Jun-young  | Yoo Beom-jin               | 16               | Se presenta como un excelente y respetado estudiante que es perfecto en todo y miembro del grupo élite "VERITAS" de la escuela Chunmyung High School, sin embargo en realidad esconde una personalidad oscura y psicópata. Su padre Yoo Yang-gi, es el congresista del país y candidato presidencial. Finalmente se revela que él es el responsable de la muerte de Jeong Soo-ah. Poco después Beom-jin muere después de que una persona misteriosa se vengara de él por sus acciones y le inyectara una sustancia que lo asfixia.                                                                                                |
| Choi Gyu-jin   | Lee Gi-hoon                | 16               | Es el hijo del abogado Lee Do-jin, es miembro del grupo VIP: "VERITAS" de la escuela Chunmyung High School. Tiene un gran interés por la fotografía y es el encargado de dirigir el club de fotografía de la escuela. Finalmente se descubre que en realidad Gi-hoon era un depredador sexual y el acosador de Soo-ah, de quien estaba enamorado, también es el primero en descubrir que Soo-ah trabajaba como prostituta. A pesar de saber que la verdadera identidad de Gi Kang-jae, decide mantenerse callado y cuando Kim Han-soo regresa a la escuela después de probarse su inocencia, Gi-hoon se disculpa con él.          |
| Han So-eun     | Han Tae-ra                 | 16               | Es la "abeja reina" en Chunmyung High School y miembro del grupo VIP: "VERITAS". Es la novia de Yoo Beom-jin y la hija de Woo Eun-hye, la encargada de una escuela. Era una de las encargadas de intimidar y humillar a Jeong Soo-ah junto a Ye-ri. Más tarde se revela que su madre había pagado para que su registro escolar fuera fabricado, cuando sus compañeros se enteran comienzan a humillarla. Cuando se da cuenta de que Beom-jin es el verdadero responsable de la muerte de Jeong Soo-ah, este la asesina empujándola desde un edificio y haciendo que parezca que se había suicidado, para que no revele la verdad. |
| Kim Myung-ji   | Na Ye-ri                   | 16               | Es una estudiante de Chunmyung High School y miembro del grupo VIP: "VERITAS", es una joven presumida y una aprendiz de ídolo. Más tarde se revela que era la encargada del sitio web estudiantil donde humillaban a los estudiantes y que junto a Tae-ra se encargaban de intimidar a Jeong Soo-ah. Finalmente se arrepiente de sus acciones y Seo Yoon-ah, le da la oportunidad de demostrar que puede ser una buena persona. |

### Personajes recurrentes
| Actor         | Personaje        | N.º de episodios | Notas |
| ------------- | ---------------- | ---------------- | --- |
| Jang Dong-joo | Kim Han-soo      | -                | Es un estudiante de Chunmyung High School. Fue amigo de la infancia de Soo-ah, su sueño es convertirse en maestro de educación física. Cuando el cuerpo de Soo-ah es descubierto, Hans-soo es acusado falsamente de ser su acosador y asesino, por lo que contrata al abogado Gi Moo-hyeok para descubrir la verdad. Finalmente cuando la verdad sale a la luz y su inocencia es revelada, decide continuar con su vida y regresar a clases. |
| Jung Da-eun   | Jeong Soo-ah     | -                | Es la víctima de asesinato y una estudiante de Chunmyung High School. Fue amiga de la infancia de Han-soo, ambos crecieron en el mismo hogar para huérfanos hasta los 10 años. Era una joven muy inteligente y una de las integrantes del club de estudiantes VIP "VERITAS". Se revela que Soo-ah había estado trabajando como modelo para ganar dinero, sin embargo Lee Tae-seok la había convertido en una prostituta. Finalmente se descubre que Yoo Beom-jin había sido responsable de su asesinato.                                                                             |
| Byung Hun     | Ahn Byeong-ho    | -                | Es un estudiante que entra a la escuela de élite Chunmyung High School a través de un programa que brinda apoyo a hijos de hogares con bajos ingresos, sin embargo debido a su estatus social es intimidado por sus compañeros de clases y apodado "Porter". Yoo Beom-jin se hace pasar por su amigo y logra que Byeong-ho le revele la verdadera identidad de Gi Kang-jae. Cuando la policía lo interroga miente por Beom-jin q uien consideraba su amigo, sin embargo finalmente se da cuenta de su error, se arrepiente y cuando Kim Han-soo regresa a clases se disculpa con él. |
| Yoo Sung-joo  | Lee Do-jin / "0" | -                | Es el presidente de la firma de abogados "Songha Law Firm" y el padre de Lee Gi-hoon. Fue el jefe de Gi Moo-hyeok, antes de hacer que lo despidieran. Se revela que él había sido uno de los hombres que habían contratado los servicios de Soo-ah. |
| Kim Min-sang  | Yoo Yang-gi      | -                | Es un asambleísta y el padre de Yoo Beom-jin. Más tarde se revela que en secreto contrataba a la joven estudiante Jeong Soo-ah para realizarle favores sexuales. Cuando descubre que su hijo es el responsable de la muerte de Soo-ah, decide hecharse la culpa para protegerlo, por lo que termina siendo arrestado y encarcelado. |
| Seo Ji-young  | Woo Eun-hye      | -                | Es la poderosa y adinerada madre de Han Tae-ra, quien usa su poder para ejercer violencia y obtener lo que quiere. Luego del aparente suicidio de su hija queda destrozada. |
| Jeon Seok-ho  | Lee Tae-seok     | -                | Es el jefe ejecutivo de la escuela secundaria Chunmyung. Más tarde se revela que él había sido el responsable de instalar cámaras en la casa de Jeong Soo-ah, sin su consentimiento donde miraba todo lo que hacía. Cuando el diario de Soo-ah es descubierto se descubre que Tae-seok quería hacer dinero de cualquier forma y luego de descubrir que Soo-ah trabajaba como modelo para ganar dinero, la contrata para realizar "trabajos" sexuales y a cambio él la llenaba de lujos. Finalmente Tae-seok es asesinado por Beom-jin y su muerte es encubierta como un suicidio.    |
| Lee Jin-ah    | Yoon Jong-ok     | -                | Es la madre de Yoo Beom-jin. |
| Woo Hyeon-joo | Jeon Young-hye   | -                | Es el decano de estudiantes de la escuela secundaria Chunmyung. |
| Seo Yoon-ah   | Jo Mi-joo        | -                | Es la maestra de inglés. Cuando Han Tae-ra intenta irse de una de sus clases e intenta impedírselo terminan en una pequeña confrontación donde Tae-ra se lastima sus manos, cuando Woo Eun-hye, la madre de Tae-ra va a la escuela usa su poder y dinero y hace que su secretaria abofetee a Mi-joo. |
| Kim Ye-won    | Sin Hye-soo      | -                | Es la maestra de idioma coreano. |
| Yoon Ji-wook  | Kang Woo-jin     | -                | Es un profesor de música. |
| Kwon So-hyun  | Seo Yoon-ah      | -                | Es una estudiante de Chunmyung High School y la presidenta del club de radiodifusión. Tiene una personalidad brillante, es considerada y asertiva con sus opiniones. |
| Shin Jae-hwi  | Son Joon-jae     | -                | Es un estudiante de Chunmyung High School que sueña con trabajar en la industria financiera. Su padre los abandona a él y a su madre, y huye al extranjero después de que su negocio se declarará en quiebra y fuera perseguido por un prestamista. Se encarga de molestar a Ahn Byeong-ho y hace que una estudiante a la que también intimidaba acuse falsamente a Gi Moo-hyeok de intento de violación, luego de que Yoo Beom-jin le ordenara humillar a Moo-hyeok, sin embargo inmediatamente se descubre la verdad.                                                              |
| Lee Bit-na    | Lee Ji-eun       | -                | Es una estudiante de Chunmyung High School y miembro del club de transmisión de la escuela. |
| Lee Soon-won  | Park Won-seok    | -                | Es un detective privado y amigo de Gi Moo-hyeok. |
| Lee Jung-min  | Kim So-hee       | -                | Es la secretaria de Gi Moo-hyeok en "Songha Law Firm". |

### Otros personajes
| Actor                 | Personaje       | Episodio donde apareció | Notas |
| --------------------- | --------------- | ----------------------- | --- |
| Park Gun-rak (박건락) | Tte. Oh         | -                       | Es un teniente de la policía. |
| Wi Ji-yeon (위지연)   | Choi Min-ji     | -                       | |
| Kwon Hyuk (권혁)      | Yang Sang-bae   | -                       | Es el fiscal general. |
| Ji Chan (지찬)        | Song Jae-woo    | -                       | Es un abogado y rival de Gi Moo-hyeok. |
| Lee Jung-joon         | Kim Hyeong-gyoo | -                       | Es un estudiante de Chunmyung High School y un seguidor de Son Joon-jae. Al igual que Ahn Byeong-ho, también fue víctima de acoso escolar. |
| Kim Jin (김진)        | Yoon Kyung-min  | -                       | |
| Jo Young-mi (조영미)  | -               | -                       | Es la madre de Son Joon-jae. |
| Lee Soon-won          | Park Won-seok   | -                       | Es un hacker. |
| Gu Ja-geon            | -               | -                       | Es un luchador. |

### Apariciones especiales
| Actor          | Personaje | Episodio donde apareció | Notas                                                                                                 |
| -------------- | --------- | ----------------------- | --- |
| Lee Jun-hyeok  | -         | 1                       | Es el jefe de la corporación de producción de Yongdory quien trata de robar la patente de la máscara. |
| Tae Won-seok   | -         | 1                       | Es un cliente de Gi Moo-hyeok y el propietario y diseñador de la máscara Yongdory.                    |
| Lee Chae-kyung | -         | 1-2, 16                 | Es una jueza.                                                                                         |
| Kim Tae-gyum   | -         | 2                       | Es un fiscal.                                                                                         |
| Jang Gwang     | Park      | 15                      | Es un congresista.                                                                                    |

## Episodios
La serie estuvo conformada por 16 episodios, los cuales serán emitidos todos los miércoles y jueves a las 23:00hrs. (KST).

### Raitings
Los números en rojo indican las puntuaciones más bajas, mientras que los números en azul indican las calificacioenes más altas.
| Ep.      | Fecha de emisión        | Participación promedio de audiencia | Participación promedio de audiencia |
| Ep.      | Fecha de emisión        | AGB Nielsen                         | AGB Nielsen                         |
| Ep.      | Fecha de emisión        | Escala Nacional                     | Seúl                                |
| -------- | ----------------------- | ----------------------------------- | ----------------------------------- |
| 1        | 17 de julio de 2019     | 1.814 %                             | 2.452 %                             |
| 2        | 18 de julio de 2019     | 2.413 %                             | 2.760 %                             |
| 3        | 24 de julio de 2019     | 2.686 %                             | 2.913 %                             |
| 4        | 25 de julio de 2019     | 2.495 %                             | 2.515 %                             |
| 5        | 31 de julio de 2019     | 3.008 %                             | 2.806 %                             |
| 6        | 1 de agosto de 2019     | 3.135 %                             | 3.413 %                             |
| 7        | 7 de agosto de 2019     | 2.975 %                             | 3.505 %                             |
| 8        | 8 de agosto de 2019     | 3.579 %                             | 3.976 %                             |
| 9        | 14 de agosto de 2019    | 3.547 %                             | 3.668 %                             |
| 10       | 15 de agosto de 2019    | 3.563 %                             | 3.985 %                             |
| 11       | 21 de agosto de 2019    | 3.683 %                             | 3.562 %                             |
| 12       | 22 de agosto de 2019    | 3.805 %                             | 4.141 %                             |
| 13       | 28 de agosto de 2019    | 3.529 %                             | 3.911 %                             |
| 14       | 29 de agosto de 2019    | 3.544 %                             | 4.188 %                             |
| 15       | 4 de septiembre de 2019 | 4.257 %                             | 4.760 %                             |
| 16       | 5 de septiembre de 2019 | 4.781 %                             | 4.665 %                             |
| Promedio | Promedio                | 3.301 %                             | 3.576 %                             |

## Música
El OST de la serie estuvo conformado por 3 partes y estuvo a cargo de las compañías discográficas Genie Music y Stone Music Entertainment.:

### Parte 1
| No. | Artista | Canción       | Escritores | Música       | Notas |
| --- | ------- | ------------- | ---------- | ------------ | ----- |
| 1   | YumDDa  | "Win" (염따)  | YumDDa     | Oh Byeong-ju | 2:59  |
| 2   |         | "Win" (Inst.) | -          | Oh Byeong-ju | 2:59  |

### Parte 2
| No. | Artista   | Canción                  | Escritores | Música                      | Notas |
| --- | --------- | ------------------------ | ---------- | --------------------------- | ----- |
| 1   | ODEE y QM | "A Silver Spoon" (난 놈) | ODEE y QM  | Park Eun-woo y Kim Tae-joon | 3:16  |
| 2   |           | "A Silver Spoon" (Inst.) | -          | Park Eun-woo y Kim Tae-joon | 3:16  |

### Parte 3
| No. | Artista | Canción              | Escritores                      | Música           | Notas |
| --- | ------- | -------------------- | ------------------------------- | ---------------- | ----- |
| 1   | Taylor  | "I'm Alive" (테일러) | Park Eun-woo y Mitch Auvenshine | Taylor y Kim Min | 3:38  |
| 2   |         | "I'm Alive" (Inst.)  | -                               | Taylor y Kim Min | 3:38  |

## Producción
La serie también es conocida como "Mr. Temporary", "Undercover Teacher" y "Mr. Fixed Term".
Contó con los directores Sung Yong-il (성용일) y Park Ji-hyun, así como con el guionista Jang Hong-cheol (장홍철).
La primera lectura del guion fue realizada en el 2019.
La serie contó con el apoyo de las compañías de producción "JS Pictures" y "Studio Dragon".